# Костов, Афанасий Ильич
Афанасий Ильич Костов (15 января 1929 — ?) — комбайнёр совхоза «Вишневский» Комратского района Молдавской ССР, Герой Социалистического Труда (23.06.1966).
Родился 15 января 1929 года в селе Баурчи, ныне Чадыр-Лунгский район Молдавии. Член КПСС с 1954 года.
С 1946 года прицепщик и помощник комбайнера, с 1947 года механизатор широкого профиля совхоза «Вишневский» (пгт Вишнёвка) Кантемирского (до 1956 года Баймаклийского, в 1956—1977 годах Комратского) района.
В совершенстве изучив передовые приёмы и принципы работы на зерноуборочном комбайне, в каждом сезоне перевыполнял производственные задания по убранной площади и намолоту. Подбирая оптимальную высоту среза для каждого поля, добился снижения потерь и увеличения выработки уборочного агрегата.
Неоднократно занимал первое место в районном соревновании комбайнеров.
Также работал на уборке семенников эфиромасличных культур.
За успехи, достигнутые в увеличении производства и заготовок пшеницы, кукурузы и других зерновых культур присвоено звание Героя Социалистического Труда с вручением ордена Ленина и золотой медали «Серп и Молот»(23.06.1966).